# Li Qiaochu
Li Qiaochu (em chinês: 李翘楚; nascida em 13 de janeiro de 1991, Pequim) é uma sindicalista chinesa e ativista feminista; é também pesquisadora de questões trabalhistas. Ela foi detida pelas autoridades por quatro meses no primeiro semestre de 2020 e novamente em fevereiro de 2021, em ambos os casos sobre acusações relativas à segurança nacional. Isso se deveu à sua conexão com outros ativistas, incluindo seu parceiro Xu Zhiyong, que se reuniu secretamente na cidade de Xiamen, no sudeste, em dezembro de 2019 para discutir a "transição democrática na China".

## Educação e carreira
Após concluir seus estudos de graduação na Universidade Renmin, Li obteve o título de mestre em políticas públicas na Universidade de York em 2015. Mais tarde, ela trabalhou como assistente de pesquisa na Universidade de Tsinghua, onde seu trabalho incluiu uma análise do sistema de pensões da China e pesquisas sobre os direitos dos trabalhadores migrantes.

## Ativismo
Em 2017, Li trabalhou com outros voluntários para encontrar moradia gratuita ou barata para milhares de trabalhadores migrantes que foram despejados pelas autoridades em Pequim durante um inverno particularmente frio. Em 2018, ela compilou dados sobre casos de assédio sexual e elaborou relatórios em apoio ao movimento Eu também na China. Ela também participou de mobilizações contra o sistema de 996 horas de trabalho.
Em 24 de janeiro de 2020, Li criticou em uma mensagem no Twitter, na ocasião do Ano Novo Lunar, a alegada subnotificação do número de mortes pelas autoridades chinesas nos estágios iniciais da pandemia COVID-19, pedindo para "lembrar a dor [e] as vidas que nos deixaram sem nem mesmo serem contabilizadas ”, e escreveu: “Vamos usar o engajamento cívico para perseguir os responsáveis por atropelar vidas”. Ela se juntou a uma equipe de voluntários para distribuir máscaras gratuitamente aos funcionários do saneamento e ajudou mulheres grávidas em áreas de quarentena a obter cuidados médicos. Ela também trabalhou para apoiar as vítimas de violência doméstica, que aumentou no período de quarentena na China central.
No início de 2020, Li publicou um ensaio de seu parceiro, o ativista jurídico e ex-professor universitário Xu Zhiyong, que apelou ao líder chinês Xi Jinping a renunciar devido a alegada incompetência, em particular no que diz respeito ao tratamento do surto de COVID-19.

## Detenção de quatro meses e prisão em 2021
Em 31 de Dezembro de 2019, Li foi detida por 24 horas,  o tempo todo algemada, no distrito de Haidian, para um interrogatório sobre Xu. Junto com outros ativistas de direitos humanos, Xu era procurado pela polícia por sua participação em uma reunião em Xiamen no dia 13 de Dezembro de 2019 onde a "transição democrática na China" foi discutida. Li não participara pessoalmente do encontro de Xiamen. No entanto, sua prisão foi considerada pela organização não governamental Direitos Humanos na China como parte do "Caso Cidadão 12.26" nomeado em referência a 26 de Dezembro, data das primeiras prisões em relação à reunião. Li posteriormente fez publicações online sobre o interrogatório, no qual ela alegou que sua depressão havia sido usada em um dos questionamentos para menosprezar seu caráter; ela também escreveu que havia sido monitorada por guardas de segurança desde sua libertação.
Li foi detida na manhã de 16 de fevereiro de 2020 em Pequim, um dia depois de Xu ter sido detido em Guangzhou. Em 11 de março de 2020, sua acusação e paradeiro não foram divulgados pelas autoridades, com um oficial dizendo que Li havia sido intimada por "supostamente incitar a subversão do poder do Estado". O advogado de Li, Song Yusheng, teve informações negadas sobre sua cliente por "motivos de segurança nacional". Depois de ter sido mantida incomunicável no RSDL, uma forma de detenção secreta, Li foi libertada sob fiança em 19 de junho de 2020. Em um ensaio sobre sua detenção datado de 11 de janeiro de 2021, Li acusou as autoridades do Estado de graves maus-tratos, incluindo o fato de sua medicação ter sido negada nos primeiros cinco dias.
Em dezembro de 2020, Li aceitou o prêmio PEN América 2020 PEN / Barbey Freedom to Write em nome de Xu, que ainda estava detido. Posteriormente, Li foi forçada pela polícia à um prisão domiciliar e, de acordo com a PEN América, ameaçada de detenção se continuasse a falar sobre a detenção de Xu. Em 5 de fevereiro de 2021, Li tuitou sobre Xu e o ativista Ding Jiaxi terem sido torturados durante a detenção; em 6 de fevereiro, a polícia do condado de Linyi, onde Xu estava detido, deteu Li em Pequim. Ela foi formalmente presa em 15 de Março sob a acusação de "incitar a subversão do poder do Estado", de acordo com amigos próximos, que também disseram que Li completou um período de quarentena do coronavírus após ter sido transferido para Linyi. Um membro do movimento Weiquan disse naquele dia que Li estava sofrendo de depressão e fora designada para uma seção supervisionada de um hospital em Linyi, onde foi impedida de se reunir com advogados. O ativista de direitos humanos que habita Pequim, Hu Jia, opinou que Li desempenhou um papel fundamental nos esforços das autoridades para encobrir sua perseguição aos dissidentes no Caso Cidadão 12.26. Em 15 de Março de 2021, Li foi formalmente presa.
Em 12 de março de 2021, os Defensores dos Direitos Humanos chineses concederam a Li, junto com o ativista Li Yufeng, que também estava detido na época, o Prêmio Memorial Cao Shunli de 2021 para Defensores dos Direitos Humanos.
Li teria recebido a visita de seu advogado em 27 de agosto, durante sua terceira internação no hospital sob a supervisão do Centro de Detenção de Linyi. Esta foi a primeira vez que ela viu um advogado durante sua detenção; quatro pedidos anteriores haviam sido rejeitados pelas autoridades sob o argumento de que vazariam segredos e comprometeriam a investigação. Um advogado de direitos humanos familiarizado com o caso suspeitou que Li, que havia ganhado um peso substancial como efeito colateral de sua medicação, "provavelmente foi submetida a torturas leves" durante a detenção. Em 10 de setembro, Li encontrou novamente um advogado, segundo relatos. O advogado afirmou que Li havia tentado obter fiança duas vezes, sem sucesso, recebendo apenas a resposta de que sua detenção era necessária.